# 1963 na política

## Eventos
- 5 de janeiro - João Goulart passa a governar em regime presidencialista, dados os resultados do plebiscito que resultaram na derrota do parlamentarismo que caracterizou a primeira fase do governo Jango.
- 8 de fevereiro - História do Iraque: Abdul Karim Kassem é deposto por um grupo de oficiais, muitos deles pertencentes ao Partido Baath. É executado no dia seguinte.
- 8 de fevereiro - A administração norte-americana de John F. Kennedy anuncia o embargo comercial à Cuba.
- 11 de março - Golpe anticomunista depõe o presidente do Equador.
- 28 de agosto - Líder negro norte-americano, Martin Luther King encabeça manifestação com mais de 200 mil pessoas em Washington á favor dos direitos civis dos negros nos EUA.
- Outubro - Conflito entre Marrocos e Argélia: a Guerra das Areias.
- 19 de outubro - Cai o gabinete de Harold MacMillan no Reino Unido. Sucedido por Alec Douglas-Home.
- 1 de novembro - Golpe Militar no Vietname do Sul derruba Ngo Dinh Diem, que é morto no dia seguinte.
- 22 de novembro - Assassinato de John F. Kennedy durante uma visita a Dallas, no Texas.
- 5 de dezembro - Senador Arnon Mello atira contra outro senador no Congresso Nacional e mata o acreano José Kairala.
- 20 de dezembro - Começa o julgamento os 22 ex-guardas do antigo campo de contentração nazista de Auschwitz, durante a Segunda Guerra Mundial.

## Nascimentos
| Data          | Nome                | Profissão                        | Nacionalidade                  | Observações | Ref |
| ------------- | ------------------- | -------------------------------- | ------------------------------ | ----------- | --- |
| 27 de janeiro | Sérgio Cabral Filho | governador do Rio de Janeiro     | Brasil                         |             |     |
| 7 de março    | Marconi Perillo     | político                         | Brasil                         |             |     |
| 6 de abril    | Rafael Correa       | presidente do Equador desde 2007 | Equador                        |             |     |
| 15 de maio    | Arnaldo Versiani    | magistrado                       | Brasil                         |             |     |
| 17 de julho   | Letsie III          | rei de Lesoto desde 1996         | Reino Unido (Lesoto)           |             |     |
| 15 de agosto  | Valeriy Levonevskiy | ativista político e social       | União Soviética (Bielorrússia) |             |     |
| 9 de Dezembro | Zurab Zhvania       | político georgiano               | União Soviética (Geógia)       |             |     |

## Mortes
| Data           | Nome                        | Profissão                                                                           | Nacionalidade             | Observações | Ref   |
| -------------- | --------------------------- | ----------------------------------------------------------------------------------- | ------------------------- | ----------- | ----- |
| 31 de março    | João Neves da Fontoura      | político, diplomata e advogado brasileiro, Imortal da Academia Brasileira de Letras | Brasil                    | n. 1887     |       |
| 23 de abril    | Yitzhak Ben-Zvi             | presidente de Israel de 1952 a 1963                                                 | União Soviética (Ucrânia) | n. 1884     |       |
| 4 de setembro  | Robert Schuman              | estadista francês, o "pai da Europa"                                                | Luxemburgo                | n. 1886     |       |
| 4 de novembro  | Pascual Ortiz Rubio         | presidente do México de 1930 a 1932                                                 | México                    | n. 1877     |       |
| 4 de novembro  | Carlos Magalhães de Azeredo | diplomata e escritor                                                                | Brasil                    | n. 1872     |       |
| 22 de novembro | John Kennedy                | presidente dos Estados Unidos de 1961 a 1963                                        | Estados Unidos            | n. 1917     |       |
| 5 de dezembro  | José Kairala                | senador                                                                             | Brasil                    | n. 1924     |       |
| 12 de dezembro | Theodor Heuss               | político alemão e presidente da Alemanha de 1949 a 1959                             | Alemanha                  | n. 1884     | [ 1 ] |